# 北京历史文化保护区
北京历史文化保护区是北京市人民政府公布的历史文化保护区。

## 历史
1990年11月23日，北京市人民政府公布第一批历史文化保护区，共25片。1999年8月6日，北京市人民政府公布《北京旧城历史文化保护区保护和控制范围规划》，重新划定了25片历史文化保护区，并划定保护和控制范围。2002年2月，北京市人民政府批准了北京市规划委员会组织编制的《北京旧城25片历史文化保护区保护规划》。
2002年，北京市确定了第二批历史文化保护区，共15片。2004年，北京市编制《北京第二批15片历史文化保护区保护规划》。
2005年北京市总体规划修编时，已提出第三批历史文化保护区，共3片。2012年，《北京第三批3片历史文化保护区保护规划》正在编制，其中不仅新增这3片历史文化保护区，还扩大了此前确定的什刹海、国子监、皇城、北锣鼓巷4个历史文化保护区的范围。

## 名单
第一批名单（1990年11月23日公布，共25片，已失效）
- 南池子大街
- 南锣鼓巷街
- 北池子大街
- 西四北一至八条街区
- 南长街
- 北长街
- 什刹海地区
- 地安门大街
- 景山前街
- 琉璃厂东街
- 景山后街
- 琉璃厂西街
- 景山东街
- 大栅栏街
- 景山西街
- 牛街
- 东华门大街
- 五四大街
- 西华门大街
- 文津街
- 陟山门街
- 东交民巷
- 国子监街
- 阜成门内大街
- 颐和园至圆明园街区

重新公布第一批名单（1999年8月6日公布，共25片）
- 南长街
- 北长街
- 西华门大街
- 南池子
- 北池子
- 东华门大街
- 文津街
- 景山前街
- 景山东街
- 景山西街
- 景山后街
- 地安门内大街
- 陟山门街
- 五四大街
- 什刹海地区
- 南锣鼓巷
- 国子监地区
- 阜成门内大街
- 西四北头条至八条
- 东四三条至八条
- 东交民巷
- 大栅栏
- 东琉璃厂街
- 西琉璃厂街
- 鲜鱼口地区

第二批名单（2002年确定，共15片）
- 皇城历史文化保护区
- 北锣鼓巷历史文化保护区
- 张自忠路北历史文化保护区
- 张自忠路南历史文化保护区
- 法源寺历史文化保护区
- 西郊清代皇家园林历史文化保护区
- 卢沟桥宛平城历史文化保护区
- 模式口历史文化保护区
- 三家店历史文化保护区
- 爨底下村历史文化保护区
- 榆林堡历史文化保护区
- 岔道城历史文化保护区
- 古北口老城历史文化保护区
- 遥桥峪城堡、小口城堡历史文化保护区
- 焦庄户历史文化保护区

第三批（共3片）
- 新太仓历史文化保护区
- 东四南大街历史文化保护区
- 南闹市口历史文化保护区